# Лос-Пеламбрес
Лос-Пеламбрес (Los Pelambres) — мідно-молібденове родовище у Чилі.
Запаси — 428 млн т. Проектна потужність кар'єру 20 млн т руди за рік.